# Aràujia
Aràujia (Araujia) és un gènere de plantes amb flor de la família Apocynaceae.

## Descripció
Són plantes enfiladisses o enredaderes. Hi ha unes cinc o sis espècies originàries de l'Amèrica del Sud.
A les nostres contrades el miraguà fals (Araujia sericifera) és una planta invasora força comuna. A molts països es considera una mala herba.

## Taxonomia
- Araujia angustifolia
- Araujia graveolens
- Araujia megapotamica
- Araujia plumosa
- Araujia sericifera - miraguà fals, miraguà de jardí
- Araujia subhastata
- Araujia undulata